# イーグル (空母・2代)
イーグル (HMS Eagle, R05) はイギリス海軍が運用していた航空母艦。艦番号はR05。
オーディシャス級航空母艦の1番艦で元々は「オーディシャス（Audacious、「大胆な」などの意）」という艦名だったが、建造中断中に「イーグル」に改名された（イーグルはキャンセルされたオーディシャス級3番艦の艦名でもある）。イーグルという艦名のイギリス海軍艦としては15代目であり、航空母艦としては2代目である。

## 概要
「イーグル」は1942年に改インプラカブル級空母「オーディシャス」として起工された。設計開始時にはアメリカ海軍のエセックス級や、日本海軍の雲龍型(「葛城」が完成していれば同時期に就役予定だった)などと同時であったが、本艦の設計は第二次世界大戦終結当時でも非常に先進的なものであったため、ほぼ設計通りに建造された。（同型艦の「アーク・ロイヤル」は改良による大幅な設計変更のため建造が一時中断された。）
その後、1946年1月に艦名が「イーグル」に改められ、1951年に完成した。

## 設計

### 近代化改修
現役時代、「イーグル」には2度にわたって大規模な近代化改修が施されている。1954年から1955年にかけて行われた改修では、5.5°の角度がついたアングルド・デッキ、ミラー着艦装置が装備され、かわりに単装ボフォース砲3基と6連装ボフォース砲1基が撤去された。
また、艦載機もそれまでのファイアフライ、ファイアブランド、アタッカー、シーホーネット、スカイレイダー60機からシーホーク、アヴェンジャー、スカイレイダー、ドラゴンフライ捜索・救難ヘリ60機に変更された。
1959年から1964年にかけてデヴォンポート造船所で行われた改修では、後部の4基を除く114mm砲と40mm砲のすべてが撤去され、新たに角度が8.5°のアングルド・デッキと新型レーダー、4連装シーキャット近距離SAM発射機が装備された。また、艦載機もシービクセン、シミター、ガネット、ウェセックス45機に変更された。

## 艦歴
「イーグル」は1956年のスエズ動乱において英仏空母部隊の一翼を担い、シーホーク、スカイレイダー、ワイバーン、シーベノムからなる航空群を運用した。
1964年には、インドネシアにおける紛争解決のために極東に派遣された。さらに、1966年には前年に一方的に独立を宣言したローデシア共和国への石油供給を防ぐために、ベイラの近海でベイラ・パトロールと呼ばれる海洋封鎖・哨戒任務に従事した。しかし、ローデシアと同様に白人優位の人種差別体制を敷く南アフリカ共和国やモザンビークを統治するポルトガルがローデシアへの石油の輸出を続けたため、その効果は芳しくなかった。
1967年には紛争地域からのイギリス軍の撤退を支援するためにアデンに派遣された。
「イーグル」は1969年に再び極東に展開した後、イギリス海軍によるF-4の艦上運用試験に使用された。しかし、常時F-4を運用するために「イーグル」を改修するには多大な費用がかかるとの判断が下され、「イーグル」は1972年1月に退役した。
退役後は同型艦である「アーク・ロイヤル」の部品取り艦となり、最終的に1978年にスクラップにされた。

## 艦上機の変遷
初代(1952~1953年)
- 第800海軍航空隊 - スーパーマリン アタッカー FB.2艦上戦闘爆撃機
- 第803海軍航空隊 - スーパーマリン アタッカー FB.2艦上戦闘爆撃機
- 第812海軍航空隊 - フェアリー ファイアフライFR.4艦上戦闘偵察機
- 第814海軍航空隊 - フェアリー ファイアフライFR.4艦上戦闘偵察機
- 第827海軍航空隊 - ファイアブランドTF.4戦闘雷撃機

二代目
- 第803海軍航空隊 - ホーカー シーホークFGA.6艦上戦闘攻撃機
- 第804海軍航空隊 - ホーカー シーホークFGA.4艦上戦闘攻撃機
- 第893海軍航空隊 - シーベノムFAW.20艦上戦闘機
- 第830海軍航空隊 - ウェストランド ワイバーンS.4艦上戦闘雷撃機
- 第849海軍航空隊 - スカイレイダーAEW.1早期警戒機

三代目
- 第804海軍航空隊 - ホーカー シーホークFGA.6艦上戦闘攻撃機
- 第897海軍航空隊 - ホーカー シーホークFB.3艦上戦闘爆撃機
- 第813海軍航空隊 - ウェストランド ワイバーンS.4艦上戦闘雷撃機
- 第849海軍航空隊 - スカイレイダーAEW.1早期警戒機

四代目
- 第897海軍航空隊 - ホーカー シーホークFGA.6艦上戦闘攻撃機
- 第899海軍航空隊 - ホーカー シーホークFGA.6艦上戦闘攻撃機
- 第813海軍航空隊 - ウェストランド ワイバーンS.4艦上戦闘雷撃機
- 第849海軍航空隊 - スカイレイダーAEW.1早期警戒機

五代目
- 第806海軍航空隊 - ホーカー シーホークF.1艦上戦闘機
- 第800海軍航空隊 - ブラックバーン バッカニア S.1艦上攻撃機10機
- 第800海軍航空隊Bフライト - スーパーマリン シミターF.1艦上戦闘攻撃機4機
- 第813海軍航空隊 - ウェストランド ワイバーンS.4艦上戦闘雷撃機
- 第849海軍航空隊 - スカイレイダーAEW.1早期警戒機

最終期
- 第800海軍航空隊 - ブラックバーン バッカニア S.2艦上攻撃機14機
- 第899海軍航空隊 - デ・ハビランド シービクセン FAW.2全天候艦上戦闘機12機
- 第849海軍航空隊D部隊 - ガネットAEW.3早期警戒機4機、ガネットCOD.4艦上輸送機1機
- 補助部隊 - ウェセックスHAS.1捜索救難ヘリコプター2機